# Campo General Ávalos
Campo General Ávalos es una localidad y campo militar de instrucción del Ejército Argentino en el departamento Monte Caseros, provincia de Corrientes, Argentina.

## Reseña
Es un campo militar de 47 000 ha para la instrucción y la producción del ganado militar y alimentos  para el abastecimiento bajo la órbita de la Dirección de Remonta y Veterinaria del Ejército.
Desde 2023 un sector de 7000 ha en la desembocadura del río Miriñay fue declarado reserva natural de la defensa para la protección del patrimonio natural de la Nación bajo la órbita del Ministerio de Defensa y la Administración de Parques Nacionales.